# 威爾明頓 (麻薩諸塞州)
威爾明頓（英語：Wilmington）是一個位於美國麻薩諸塞州米德爾塞克斯縣的鎮。

## 人口
根據2020年美國人口普查的數據，威爾明頓的面積為44.60平方千米，當中陸地面積為44.40平方千米，而水域面積為0.20平方千米。當地共有人口23349人，而人口密度為每平方千米524人。